# Desirée Ndjambo
Desirée Ndjambo León (Madrid, 17 de octubre de 1976) es una periodista y presentadora española.

## Biografía
Licenciada en Periodismo por la Universidad Carlos III de Madrid y diplomada en Trabajo social por la Universidad Complutense de Madrid.
Inició su trayectoria profesional en el canal temático Vivir Viver, creado por Manuel Campo Vidal y que se emitía por cable y satélite en España y Portugal a través de Canal Satélite Digital. En 1999, se incorporó a TVE como presentadora de El tiempo en el Canal 24 horas y luego como presentadora de los informativos del Canal 24 horas. También ha sido coeditora y presentadora de la segunda edición del Informativo territorial de Madrid en La 2 entre 2004 y 2006 y entre 2006 y 2007 fue redactora del programa Los desayunos de TVE con Pepa Bueno.
Entre 2007 y 2010 fue reportera del Campeonato Mundial de Motociclismo, antes de recalar en el Telediario Matinal como presentadora del bloque de deportes entre septiembre de 2010 y agosto de 2012. Desde septiembre de 2012 a julio de 2013 presentó el bloque de deportes del Telediario 2. En mayo de 2012, presentó el programa previo y posterior al Festival de la Canción de Eurovisión, llamado Destino Eurovisión y en diciembre del mismo año fue copresentadora de la Gala Inocente, Inocente desde el call center.
En junio de 2013 presentó junto a Fernando Romay el concierto Madrid en concierto. Por un sueño, emitido por TVE para apoyar la candidatura olímpica de Madrid 2020. En este evento musical que se realizó en Las Ventas participaron cantantes como Melendi, La Oreja de Van Gogh o Nena Daconte, entre otros.
Entre septiembre de 2013 y marzo de 2020, fue redactora y presentadora sustituta en La 2 noticias. Desde marzo de 2020, es redactora del Canal 24 horas, siendo presentadora de La tarde en 24 horas desde septiembre de 2021.
Su labor profesional, la compagina con la de profesora en el Instituto RTVE, impartiendo clases de locución y presentación de informativos y de cómo hablar en público. Además, presenta galas o eventos tales como el Sorteo de la Copa de África, Fundación Mujeres por África, Arnold Classic -(competición de los mejores culturistas profesionales del mundo, junto a Arnold Schwarzenegger)- y Miss Guinea junto al Míster España, Isaac Vidjrakou.